# Kenbuchi
Kenbuchi (剣淵町, Kenbuchi-chō) est un bourg du district de Kamikawa (Teshio), situé dans la sous-préfecture de Kamikawa, sur l'île de Hokkaidō, au Japon.

## Géographie

### Démographie
Au 31 mars 2015, la population de Kenbuchi s'élevait à 3 336 habitants répartis sur une superficie de 130,99 km2.